# Polyortha purpurascens
Polyortha purpurascens es una especie de polilla de la familia Tortricidae. Se encuentra en Perú.